# John Rehnberg
John Axel Rehnberg, född den 15 maj 1879 i Långelanda församling, död den 27 juli 1968, var en svensk präst. Han var far till kyrkohistorikern Bertil Rehnberg.
Efter studier i Göteborg blev Rehnberg student vid Lunds universitet 1900. Han avlade teologisk-filosofisk examen 1902 och teoretisk teologisk examen 1905. Han prästvigdes samma år och blev, efter ett antal missiv, pastoratsadjunkt och lasarettspredikant i Uddevalla 1911 och pastoratsadjunkt på Malmön 1914. Rehnberg blev kyrkoherde i Näsinge 1917 och i Morlanda 1923. Han frånträdde Skaftö församling 1924 och blev prost i Orusts och Tjörns kontrakt 1925. Rehnberg blev ledamot av Vasaorden 1934. Han blev emeritus 1952. Rehnberg vilar på Morlanda gamla kyrkogård.